# Coussarea auriculata
Coussarea auriculata är en måreväxtart som beskrevs av Paul Carpenter Standley. Coussarea auriculata ingår i släktet Coussarea och familjen måreväxter. Inga underarter finns listade i Catalogue of Life.